# Air Italy
Air Italy er et flyselskab fra Italien. Selskabet er ejet af private investorer, og har hovedkontor i byen Gallarate, Lombardiet. Air Italy har hub i Milano Malpensa Airport og Verona Airport. Selskabet blev etableret i 2005 og startede flyvningerne 29. maj samme år.
Selskabet fløj i februar 2012 rute- og charterflyvninger til over 40 destinationer. Selskabet har eget rutenet med blandt andet indenrigsflyvninger i Italien, ligesom Air Italy fløj oversøiske charterflyvninger for en række rejsearrangører. Flyflåden bestod af 11 fly med en gennemsnitsalder på 16.4 år. Heraf var der syv eksemplarer af Boeing 737 og fire eksemplarer af Boeing 767 som de største fly i flåden med plads til maksimum 304 passagerer.
Air Italy ejer det selvstændige charterflyselskab Air Poland med base i Warszawa. I 2006 etablerede Air Italy det egyptiske selskab Euro Mediterranean Airlines. Dette lukkede i 2009 under navnet Air Italy Egypt.